# 久高正之

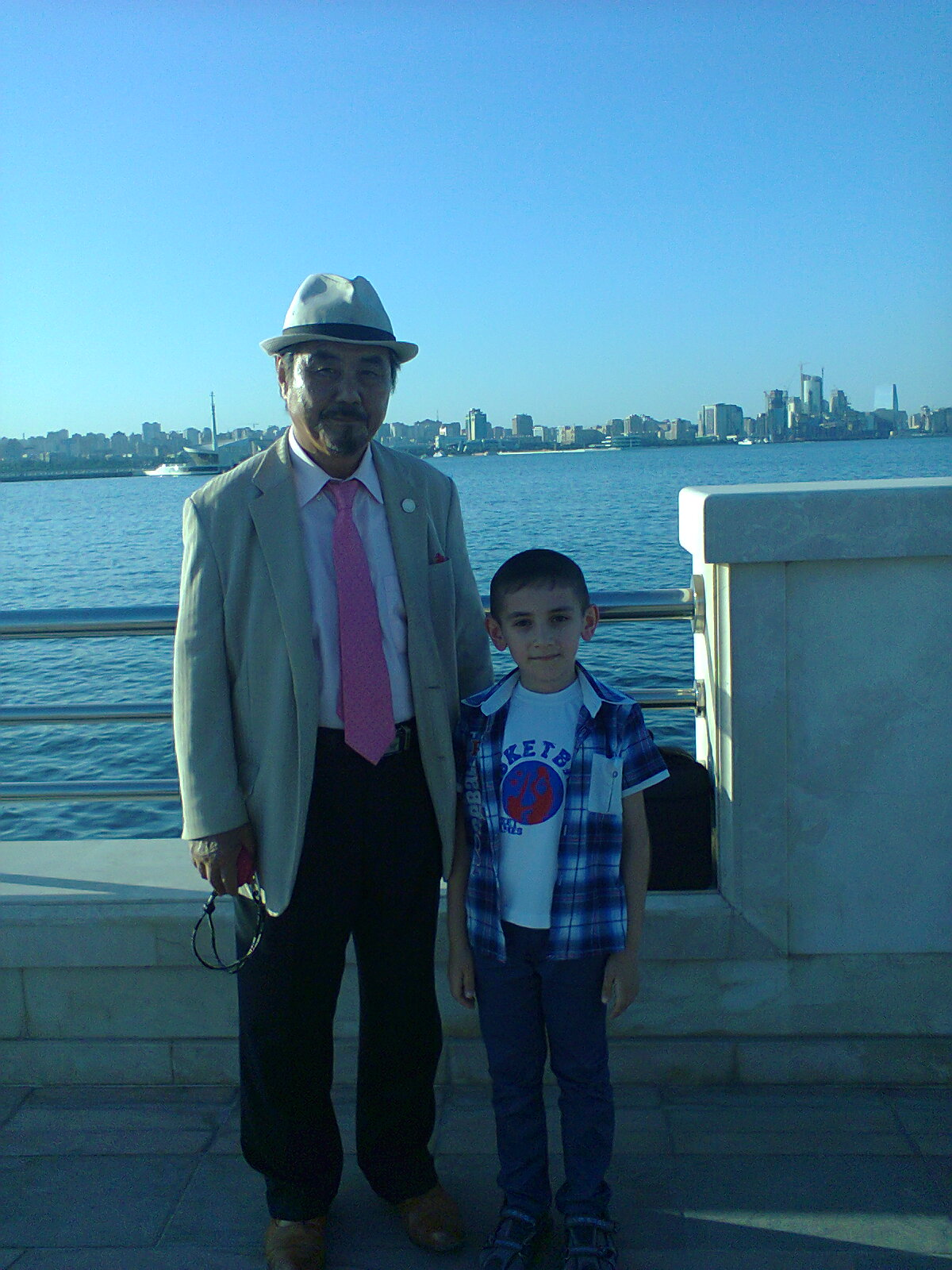
久高 正之、Gəray Ramazan。 バクー大通りにて。 2015年ヨーロッパ大会

久高 正之 空観（ひさたか まさゆき くうかん、1940年11月18日 - ）は少林寺流拳行館空手道を主宰する空手家。
清和源氏子孫であり、少林寺流拳行館空手の 久高幸利の息子。 彼は3歳で柔道と空手を始め、13歳になるまでに両方の分野で初段を取得した。 
彼は1961年と1962年に全日本オープン空手道選手権と1958年から1962年に少林寺流拳行館選手権を勝ち取る。彼は日本大学に進学し卒業までに四段に、柔道や空手は五段を取得。 
久高正之はニューヨーク市 （1964）とモントリオール （1967）の世界博覧会で日本代表となる。 コロンビア大学 、ニューヨーク州立大学 、 マギル大学 、 ロヨラカレッジ 、 カナダ国立劇場学校 、少林寺流拳行館空手道のカナダ本部で空手道を指導した。 
1980年に久高正之は、空手がオリンピック競技になることを意図して、WUKO（世界空手連合）から依頼を受け、全日本空手道連盟（JKF)の技術委員会でスーパーセーフ安全防具を開発、硬式空手競技法（ルール）を確立した。スーパーセーフ安全防具を使用して防具胴と面との「コントロールコンタクト」競技システム組織である世界硬式空手道連盟（WKKF）を設立。WKKFでは、認定段位と審判員、指導者認定が定められた。現在、久高正之は範士九段、硬式空手道の生みの親（創始者）です。 
少林寺流拳行館空手道については、「サイエンティフィック空手道」（1976年発行）と「エッセンシャル少林寺流空手道」（1994年発行）の2冊を執筆。 「ル・カラテ・コシキ」はフランス語のみで発行され、内容は硬式空手道の競技システムやその他の技術面のトレーニングに焦点を当てている。 

## 少林寺流拳行館国際支部
少林寺流拳行館空手道は、日本の少林寺流拳行館空手本部道場に直属している国際支部によって世界中に代表されている。   主要な国際的なチーフインストラクターの一部は次のとおり。 
- 日本：久高正之九段
- 沖縄：久高正光七段
- オーストラリア：スコットブラウン6段　アンドリュー・ライリー
- アメリカ：メガマルティネス6段
- カナダ：Luc Gilbert 6段　フィリップ・ナドゥ　ポール・ジャックマン
- ドイツ：オラフロッツェ6段
- イギリス：キーラン・ミッチェル
- オランダ：ピーター・ラーク
- ニュージーランド：榎本正樹 5段
- スイス：ママドゥ・ディアロ8段
- ベネズエラ：田辺邦夫8段
- アルゼンチン：エドガルド・カリッツォ
- スペイン：ルイスペレスサンティアゴ5段
- ポルトガル：パウロ：ラメッテ
- ロシア：アレクサンダー・ソコビコフ　　バラノフ・バディム
- アゼルバイジャン：タリブ・ベルギアノフ
- ジョージア：エムザ・チクラウリ
- アルジェリア：ムスタファ・サドゥーリ　　アヤド・デッカー
- マリ共和国：オスマン・マイガ
- ウクライナ：ユーリ・ポタペンコ
- ドネツク人民共和国：レオニード・ティモキン
- コート・ジボアール：ダウラ・コリバリー
- 香港：ピエール・イングラッシア　　ジョセフ・リー
- インドネシア：久高寛司6段
- インド：ゴビンド・タッカー
- ネパール：クリシュナ・カンデル

少林寺流拳行館空手道総本部やNPO法人世界硬式空手道連盟の公式サイトに記録されている  。 